# Външни Хебриди
 Тази статия е за административната област.  За островите вижте Западни острови.  
Външни Хебриди или Западни острови (на английски: Outer Hebrides, на шотландски Na h-Eileanan Siar) е една от 32-те области в Шотландия.

## Градове
- Сторноуей (Stornoway)